# إحشام (لامرد)
إحشام هي قریة تقع في بلدة جاه ورز في مقاطعة لامرد، وفی جنوب إيران. حسب إحصاءات سنة 2006 كان عدد سكانها 345 نمسة يعيشون في 65 مسكن.